# 阜寧県
阜寧県（ふねい-けん）は中華人民共和国江蘇省に位置する省直轄の県であり、しばらくの間、塩城市の代理管轄下に置かれている。

## 行政区画
- 街道:阜城街道、呉灘街道、花園街道、金沙湖街道
- 鎮:溝墩鎮、陳良鎮、三竈鎮、郭墅鎮、新溝鎮、陳集鎮、羊寨鎮、芦蒲鎮、板湖鎮、東溝鎮、益林鎮、古河鎮、羅橋鎮